# Criptografia quântica
A criptografia quântica é um afluente em desenvolvimento da criptografia que utiliza os princípios da Mecânica Quântica para garantir uma comunicação segura. Com ela, emissor e receptor podem criar e partilhar uma chave secreta para criptografar e decifrar suas mensagens.
A criptografia quântica destaca-se face aos outros métodos criptográficos por não necessitar de comunicações secretas prévias, permitir a detecção de intrusos e ser segura mesmo que o intruso possua um poder computacional ilimitado. Na verdade, ela é totalmente segura, exceto nas situações em que o intruso consiga remover e inserir mensagens do canal de transmissão (poder ler e remover a mensagem, criar uma cópia e reenviá-la). Assim, esta técnica criptográfica seria mais segura que as utilizadas atualmente, pois se baseia em leis da física, enquanto as atuais asseguram os dados com base em funções que são secretas somente porque o poder computacional é limitado.
É importante observar que a criptografia quântica só será utilizada para produzir e distribuir as chaves, não para transmitir a mensagem. A chave gerada poderá ser utilizada com qualquer algoritmo de criptografia escolhido. O algoritmo mais comumente associado com a criptografia quântica é o one-time pad, pois ele tem comprovadamente uma segurança perfeita quando usado com uma chave aleatória e do mesmo tamanho que a mensagem.

## Criptografia Clássica
A criptografia é uma ciência de comunicação que visa tornar secretos os dados transferidos e é cada vez mais essencial dado o crescimento das redes de computadores e das quantidades de dados transferidos. Para que as comunicações sejam seguras, é necessário garantir que o destinatário seja o único a compreender a mensagem e para tal utilizam-se chaves que permitem cifrar e decifrar a mensagem.
Existem dois modelos e criptografia baseados em chaves:
- criptografia de chave secreta (ou criptografia simétrica): utiliza a mesma chave para cifrar e decifrar, por isso esta chave deve ser previamente conhecida por emissor e receptor.
- criptografia de chave pública/privada (ou criptografia assimétrica): utiliza chaves distintas para o emissor (chave pública) e o receptor (chave privada), com a característica de que não é possível derivar a chave privada a partir da chave pública.

### Limitações da Criptografia Clássica
A principal limitação da criptografia simétrica está na distribuição das chaves, pois após sua geração elas têm de ser enviadas para o emissor e destinatário. No entanto, a mensagem com a chave sofre o mesmo perigo de ser interceptada e precisaria de um meio seguro para ser enviada.
Na década de 70, com o desenvolvimento de sistemas que utilizavam uma chave pública para cifrar e uma chave privada para decifrar o problema ficou semi-resolvido, visto que não seria mais necessária a distribuição de chaves. Esse sistema é baseado em operações matemáticas que são mais fáceis de serem computadas num sentido que no outro. Infelizmente a segurança dos mesmos está apenas na limitação computacional, como a dificuldade de fatorização de números primos com muitos dígitos, os logaritmos discretos, entre outros.
Atualmente, o sistema mais comum (RSA) baseia-se na fatorização de números, porém com a constante evolução tecnológica e o desenvolvimento de computadores quânticos é possível que num futuro próximo a fatorização de números primos de grandes dimensões seja processada muito mais rapidamente, tornando este método de criptografia pouco viável.

## Diferença entre Criptografia e Computação Quântica
O conceito de Criptografia Quântica, no entanto, não deve ser confundido com o de computação quântica. A Computação Quântica é uma área da física e engenharia em desenvolvimento que pretende projetar e construir um computador que, em teoria, teria uma capacidade de processamento muito superior ao dos computadores atuais por conseguirem realizar cálculos simultâneos.
Um computador quântico é um dispositivo que executa cálculos fazendo uso direto de propriedades da mecânica quântica, tais como sobreposição e interferência. Teoricamente, computadores quânticos podem ser implementados e o mais desenvolvido atualmente trabalha com poucos qubits de informação. O principal ganho desses computadores é a possibilidade de resolver em tempo eficiente, alguns problemas que na computação clássica levariam tempo impraticável, como por exemplo: fatoração, busca de informação em bancos não ordenados, entre outros.

## Distribuição de Chaves Quânticas
Para compreender este Sistema de Distribuição de Chaves são necessários alguns conhecimentos de Mecânica Quântica. Esta ciência nos diz que as partículas não existem num estado quântico específico, mas sim em vários estados ao mesmo tempo, com diferentes probabilidades de estarem em cada um caso alguém as observe. O Princípio da Incerteza de Heisenberg garante-nos não ser possível determinar em simultâneo todos os estados físicos de uma partícula sem interferir na mesma, alterando-a de forma inegável. A comunicação quântica envolve criptografar informação em estados quânticos, ou qubits, ao invés dos bits usados na comunicação clássica. Normalmente, fótons(pt-BR) ou fotões(pt-PT?) são usados como qubits.
A criptografia quântica explora certas propriedades desses estados quânticos para garantir sua segurança. Existem diferentes formas de distribuição de chaves quânticas, mas elas podem ser divididas em duas categorias principais, dependendo de qual propriedade ela utiliza.
Protocolos de Preparar e MedirDiferente da física clássica, o ato de medir é parte importante da mecânica quântica. Em geral, medir um estado quântico desconhecido irá modificar aquele estado de alguma forma. Isso pode ser explorado de forma a detectar um espião na comunicação, que necessariamente terá que medir um estado quântico e acabará por alterá-lo.
Protocolos baseados em Emaranhamento QuânticoO estado quântico de dois (ou mais) objetos separados pode se tornar ligado de uma tal maneira que eles tem que ser descritos como um estado quântico emaranhado, não como objetos individuais. Isso é conhecido como emaranhamento quântico e significa, por exemplo, que realizar uma medida em um objeto irá afetar o outro. Se um par de objetos emaranhados é compartilhado por emissor e receptor, qualquer pessoa tentando interceptar uma das partículas irá alterar todo o sistema, permitindo que sua presença seja detectada.

### Protocolo BB84
Esse protocolo, conhecido como BB84  em função de seus inventores e do ano de publicação, foi originalmente descrito utilizando os estados de polarização dos fótons para transmitir a informação. Ao trocarem entre as suas várias posições possíveis, os fótons vibram e se, num grupo de fótons, todos vibram na mesma direção, então eles estão polarizados. Utilizando filtros polarizadores é possível restringir a passagem aos fótons polarizados numa determinada direção, bloqueando os restantes. Para medir a polarização de um fóton são utilizadas bases de medida, que são compostas por duas direções que façam um ângulo reto. Por exemplo: horizontal e vertical, ou diagonal à esquerda e à direita. No entanto, qualquer dois pares de variáveis conjugadas pode ser utilizado para o protocolo.
Os estados de polarização mais utilizados são:
- Base retilínea com vertical (0°) e horizontal (90°),
- Base diagonal com os ângulos de 45° e 135°
- Base circular com a direita e esquerda, seguindo a regra da mão direita.

| Base | 0 | 1 |
| ---- | - | - |
|      |   |   |
|      |   |   |

Qualquer duas bases listadas acima são conjugadas uma das outra e então podem ser utilizadas para o protocolo. Nos exemplos a seguir, as bases retilínea e diagonal são utilizadas.
O emissor (tradicionalmente conhecido como Alice) e o receptor (Bob) estão conectados por um canal de comunicação quântica, que permite a transmissão de estados quânticos, por exemplo, fibra ótica, que permite a transmissão de fótons. Eles também se comunicam via um canal clássico público, como telefone ou internet. Nenhum desses canais precisa ser seguro; o protocolo é escrito assumindo-se que um espião (chamado de Eva) pode interferir de qualquer maneira com qualquer um dos canais.
O primeiro passo no protocolo BB84 é a transmissão quântica. Alice cria um bit aleatório (0 ou 1) e depois aleatoriamente seleciona uma das duas bases (retilínea ou diagonal nesse caso) para transmitir o fóton. Ela então prepara a polarização do fóton dependendo da base e do valor do bit. Alice então transmite um único fóton no estado especificado para o Bob, usando o canal quântico. Esse processo é repetido desde a criação do bit aleatório, com Alice anotando o valor do bit, a base utilizada e a hora que o fóton foi enviado.
A mecânica quântica diz que não existe medida possível que possa distinguir entre 4 estados diferentes de polarização, visto que eles não são todos ortogonais. A única medida possível é entre qualquer dois estados ortogonais (ou base). Se Bob, por exemplo, medir na base retilínea, ele terá como resultado ou horizontal ou vertical. Se o fóton foi criado inicialmente em uma dessas polarizações, então ele medirá o estado correto; mas se o fóton tiver sido criado na base diagonal, então a medida na base retilínea tornará o fóton polarizado vertical ou horizontalmente de maneira aleatória e a informação sobre sua polarização inicial será perdida.
Como Bob não sabe em que base os fótons foram criptografados, tudo que ele pode fazer é selecionar aleatoriamente uma base para cada medida. Ele faz isso para cada fóton recebido e anota o tempo, a base utilizada e o resultado da medida. Depois de Bob ter medido todos os fótons, ele se comunica com a Alice via um canal clássico público. Alice então informa a Bob a base que foi utilizada para preparar cada fóton e Bob informa as bases que ele utilizou para medi-los. Eles então descartam os valores medidos em que Bob usou a base errada. Segundo este método, as probabilidades de Bob utilizar os filtros corretos é de 50% (uma base de medida correta em duas possíveis). Logo, para se obter uma palavra binária de n bits, é necessário enviar o dobro de fótons.
| Bit aleatório de Alice                       | 0 | 1 | 1 | 0 | 1 | 0 | 0 | 1 |
| Base aleatória selecionada por Alice         |   |   |   |   |   |   |   |   |
| Polarização do fóton enviado por Alice       |   |   |   |   |   |   |   |   |
| Base de medida aleatória selecionada por Bob |   |   |   |   |   |   |   |   |
| Fóton polarizado medido por Bob              |   |   |   |   |   |   |   |   |
| DISCUSSÃO PÚBLICA SOBRE AS BASES             |   |   |   |   |   |   |   |   |
| Chave Secreta partilhada                     | 0 |   | 1 |   |   | 0 |   | 1 |

Quando alguém (Bob ou Eva) ler a mensagem enviada, a mensagem é automaticamente alterada de forma irreversível, pois como já vimos, a medição da polarização dos fótons tem essa inevitável consequência. Assim, tudo o que quem interceptar as comunicações pode fazer é testar um conjunto de bases, ficando sem saber em quais acertou. Mesmo que Eva também intercepte as comunicações realizadas no canal público, ela ficará sem saber o valor da chave final. Isto porque através desta comunicação, apesar de se saber quais os fótons que contribuem para a chave não se sabe com que valor. Falaremos mais a seguir sobre algumas técnicas de espionagem.
Para testar se Eva estava interceptando a mensagem, Alice e Bob comparam um certo número de fótons na sua chave secreta. Se a terceira parte tiver conseguido alguma informação sobre a polarização dos fótons, isto irá introduzir erros nas medidas de Bob. Se mais de {\displaystyle p} bits forem diferentes, eles apagam essa chave e tentam novamente, possivelmente com um canal quântico diferente, uma vez que a segurança da chave não pode ser garantida. O número {\displaystyle p} é escolhido de forma que o número de bits conhecidos por Eva seja menor que ele, a amplificação da privacidade pode ser utilizada para reduzir o conhecimento de Eva sobre a chave para um valor arbitrariamente pequeno, através da redução do tamanho da chave.

### Protocolo E91 - Artur Ekert (1991)[7]
O protocolo de Ekert usa pares de fótons emaranhados. Eles podem ser criados por Alice, por Bob, ou por alguma fonte separada de ambos. Os fótons são distribuidos de forma que Alice e Bob tenham um fóton de cada par.
O protocolo se baseia em duas propriedades do emaranhamento. Primeiro, os estados emaranhados estão perfeitamente correlacionados, de forma que, se Alice e Bob medirem se suas partículas tem polarização vertical e horizontal, eles sempre obterão a mesma resposta, com 100% de probabilidade. O mesmo é verdade se os dois medirem qualquer outro par de polarizações complementares (ortogonais). No entanto, os resultados particulares são completamente aleatórios; é impossível para Alice prever se ela (ou Bob) obterão polarização vertical ou horizontal.
Segundo, qualquer tentativa de espionagem por parte de Eva irá destruir as correlações de forma que Alice e Bob poderão detectar sua presença.

## Estado Atual da Criptografia Quântica
A aplicação da teoria da Criptografia Quântica já foi realizada em laboratório entre outros pela IBM. Porém apenas se obtiveram resultados satisfatórios para distâncias curtas entre o emissor e o receptor. Conseguiu-se que com cabos de fibra óptica de elevada pureza se comunicasse a uma distância que ronda os 70 km. A uma distância maior, a taxa de erros de bits, causados pelo ‘’Principio da Incerteza de Heisenberg’’ e por impurezas microscópicas na fibra óptica, cresce e inviabiliza a aplicabilidade do método.
Também foi testada a comunicação pelo ar, sendo que esta apenas foi bem sucedida com distâncias na ordem das centenas de metros e com condições climáticas ideais. Espera-se que o desenvolvimento tecnológico permita fazer crescer estas distâncias.[carece de fontes?]
A ‘’iD Quantique’’ (Suíça) comercializa aparelhos que efectuam criptografia quântica. A ‘’NOW Wireless’’ celebrou um contrato para distribuir o ‘’gateway MagiQ QPN’’, uma solução de criptografia quântica da ‘’MigicQtech’’ que permite a comunicação a mais de 120km de distância.[carece de fontes?]
Segundo a revista ‘’New Scientist’’, nos EUA (Cambridge, Massachusetts) está em funcionamento um projecto chamado ‘’Quantum Network (Qnet)’’ e que é financiado pela ‘’Defense Advanced Research Projects Agency’’. Actualmente este projecto dispõe apenas de seis servidores, mas que se podem ligar a outros servidores através da Internet e usando Criptografia Quântica. O objectivo deste projecto é utilizar esta tecnologia em empresas de crédito, bancos e outros serviços financeiros que possibilitem aos seus clientes transacções electrónicas. A rede tem 10Km de extensão e liga a empresa BBN à Universidade de Harvard através de cabos de fibra óptica comuns.[carece de fontes?]

### Desafios na Comunicação com Criptografia Quântica
Sendo esta uma área recente e em expansão possui muitos desafios teóricos e práticos que necessitam de ser enfrentados para que as comunicações quânticas possam crescer. Alguns dos principais desafios são:[carece de fontes?]
1. Desenvolvimento de fontes de um fotão de tamanho reduzido e baixo custo.
2. Desenvolvimento de repetidores quânticos para aumentar o alcance entre os utilizadores de uma rede quântica.
3. Desenvolvimento de novos protocolos de criptografia quântica usando sistemas quânticos de mais de dois estados.
4. Desenvolver protocolos de distribuição de chave pública, autenticação e assinatura digital.
5. Promover a integração da rede quântica com a infra-estrutura actualmente existente.
6. Formar hackers quânticos para testar a segurança dos protocolos.